# Broker automotriz
Una solución para facilitar la compra o arrendamiento de un automóvil, es un Bróker automotriz, Car Broker, Auto Broker o corredor de autos. En la actualidad, este término se ha vuelto cada vez más común, y es importante comprender qué hace y cómo puede ser útil en algún momento.
Los bróker automotrices son profesionales contratados por personas comunes como nosotros para encargarse de todo el proceso de compra o arrendamiento de un automóvil. Su principal objetivo es ahorrarte dinero, tiempo y el esfuerzo de buscar y realizar todo el trámite.
Estos profesionales se caracterizan por tener una amplia experiencia en la industria automotriz y conocer las estrategias más efectivas para negociar la compra de un auto. Están capacitados para evitar cualquier "trampa" por parte de los concesionarios, asumiendo la responsabilidad de la búsqueda, cotización, negociación y trámites necesarios en el proceso de adquisición de un vehículo.
Existen varias razones por las cuales contar con un bróker automotriz puede ser beneficioso:
- Obtienes el auto que deseas: El bróker se encarga de buscar el automóvil que cumpla con tus expectativas, necesidades y presupuesto .
- Ahorras dinero: Debido a sus conocimientos y conexiones en el mercado automotriz, los brókeres pueden aprovechar descuentos y obtener las mejores ofertas en tu nombre.[2]
- Evitas la pérdida de tiempo: Evitas la tarea de buscar el automóvil adecuado, comparar precios y realizar múltiples visitas a concesionarios.
- Evitas las molestias del proceso de compra: El bróker se encarga de la negociación con los vendedores, así como del papeleo y trámites necesarios para la adquisición del vehículo.

#### ¿Cómo trabaja un bróker automotriz?
- Especificación del auto deseado: El bróker comenzará por tener una conversación contigo para entender tus expectativas, requisitos y presupuesto.

- Búsqueda del auto: Con la información proporcionada, el bróker se encargará de buscar el automóvil perfecto para ti en el menor tiempo posible, sin importar su ubicación. Te presentará las opciones más adecuadas y, si lo deseas, podrás realizar una prueba de manejo sin compromiso.

- Negociación y trámites: Una vez que hayas seleccionado tu automóvil favorito, el bróker automotriz negociará en tu nombre. Utilizará su experiencia y contactos para obtener el mejor trato posible. Además, se encargará de todos los trámites y papeleo necesarios, asegurándose de revisarlo minuciosamente.

- Finalización de la negociación: El bróker se encargará de cerrar la negociación y realizar todos los trámites finales. Incluso existen brókeres con suficientes contactos para entregar personalmente el automóvil en la ubicación específica que elijas, ya sea tu casa, oficina o cualquier otro lugar conveniente para ti.[3]

En resumen, un bróker automotriz puede ser de gran ayuda si buscas simplificar y agilizar el proceso de compra o arrendamiento de un automóvil. Su experiencia en la industria automotriz y sus habilidades de negociación pueden ahorrarte tiempo y dinero, permitiéndote obtener el automóvil que deseas sin los inconvenientes habituales.